# تیبور کمنی
تیبور کمنی (مجاری: Kemény Tibor; ۵ مارس ۱۹۱۳ – ۲۵ سپتامبر ۱۹۹۲) بازیکن فوتبال اهل مجارستان بود.
از باشگاه‌هایی که در آن بازی کرده‌است می‌توان به باشگاه فوتبال فرنتس‌واروش اشاره کرد.
وی همچنین در تیم ملی فوتبال مجارستان بازی کرده‌است.